# 都市計画道路牧野高槻線
都市計画道路牧野高槻線（としけいかくどうろまきのたかつきせん）は、大阪府枚方市から同県高槻市に至る都市計画道路である。

## 概要
大阪府道13号京都守口線（都市計画道路京都守口線）と都市計画道路十三高槻線を結ぶ、4車線となる予定の道路。京阪本線の牧野駅の近くで淀川を渡る予定である。約12 kmに渡って淀川を渡る橋がない状況を改善する。
やや上流の樟葉駅付近（北緯34度51分29秒 東経135度40分02秒 / 北緯34.858089度 東経135.667354度）で新名神高速道路の橋が事業中である。

### 路線データ
- 起点：大阪府枚方市渚内野四丁目[3]
- 終点：大阪府高槻市[2]
- 延長：約1.5 km[2]
- 車線数：4車線[6]

## 歴史
最初は牧野穂谷線という道路名だったが、2013年（平成25年）8月30日に同路線の大阪府道13号京都守口線以東の区間が廃止され、京都守口線以西の区間が牧野高槻線となった。
2018年度には、本路線の都市計画道路十三高槻線以西の約2.62 kmの区間が廃止された。

## 地理

### 通過する自治体
- 大阪府
  - 枚方市 - 高槻市

### 交差する道路
- 大阪府道13号京都守口線

### 周辺にある施設
- 京阪本線 牧野駅[1]